# Шей-Пхоксундо (национальный парк)
Шей-Пхоксундо (непальск. शे-फोक्सुण्डो राष्ट्रिय निकुञ्ज) — крупнейший национальный парк Непала; его площадь составляет 3555 км². Расположен в северо-западной части страны, в районах Долпа и Мугу зоны Карнали.
Парк был официально основан в 1984 году. Большая часть Шей-Пхоксундо расположена к северу от гребня Гималаев. Высота парка над уровнем моря изменяется от 2130 м на юго-востоке до 6883 м в горном массиве Канджироба-Химал, который находится на границе с Тибетским нагорьем. На территории парка, на высоте 3660 м, расположено горное озеро Пхоксундо, известное благодаря своему ярко-бирюзовому цвету. Вблизи озера имеются несколько ледников.
Река Лангу дренирует высокогорный регион Долпо на северо-востоке парка. Реки Сулигад и Джугдуал формируют южный водосбор и текут на юг, впадая в реку Бхери (приток Карнали).
Парк является местом обитания таких видов животных, как ирбис, нахур, гималайский горал, гималайский тар, индийский леопард, гималайский медведь, шакал, харза и др. Шей-Пхоксундо служит домом для 6 видов рептилий, 29 видов бабочек и более 200 видов птиц.
На территории парка проживают около 9000 человек, большая часть которых исповедуют буддизм и по культуре близки к тибетцам.